# Meso West
Meso West est une communauté située dans la province d'Alberta, dans le centre.